# Estratègia evolutiva
En informàtica, una estratègia evolutiva (ES, de les seves sigles en anglès) és un mètode computacional d'optimització basat en les idees de l'evolució. Pertany a la classe general de la computació evolutiva o a la metodologia dels algorismes evolutius.
L'estratègia evolutiva treballa amb una població d'individus pertanyents al domini dels nombres reals, que evolucionen seguint processos de mutació i recombinació per assolir l'òptim de la funció objectiu.
Cada individu de la població és un possible òptim de la funció objectiu. La representació de cada individu de la població consta de dos tipus de variables: les variables objecte i les variables estratègiques. Les variables objecte són els possibles valors que fan que la funció objectiu assoleixi l'òptim global i les variables estratègiques són els paràmetres mitjançant els quals es regeix el procés evolutiu; en altres paraules, les variables estratègiques indiquen de quina manera les variables objecte són afectades per la mutació.
En una analogia més precisa, en les estratègies evolutives el genotip és el conjunt format per les variables objecte i les variables estratègiques. El fenotip, en canvi, són les variables objecte, car a mesura que varien, el rendiment de l'individu millora o empitjora.